# Apteryx mantelli
El kiwi marrón de la Isla Norte (Apteryx mantelli) es una especie de ave estrutioniforme de la familia Apterygidae. Su distribución abarca los dos tercios del norte de la Isla del Norte de Nueva Zelanda, con casi 35 000 restantes, es el kiwi más común.
Las hembras miden aproximadamente 40 cm y pesan cerca de 2,8 kg; los machos pesan cerca de 2,2 kg. El kiwi marrón de la Isla del Norte ha demostrado una resistencia notable: se adapta a una gran variedad de hábitats, incluso bosques no-nativos y algunos campos. El plumaje es rojo y marrón entreverado y puntiagudo. La hembra generalmente pone dos huevos, los cuales son incubados por el macho.
Hay quienes consideran esta especie como una subespecie de Apteryx australis.

## Galería

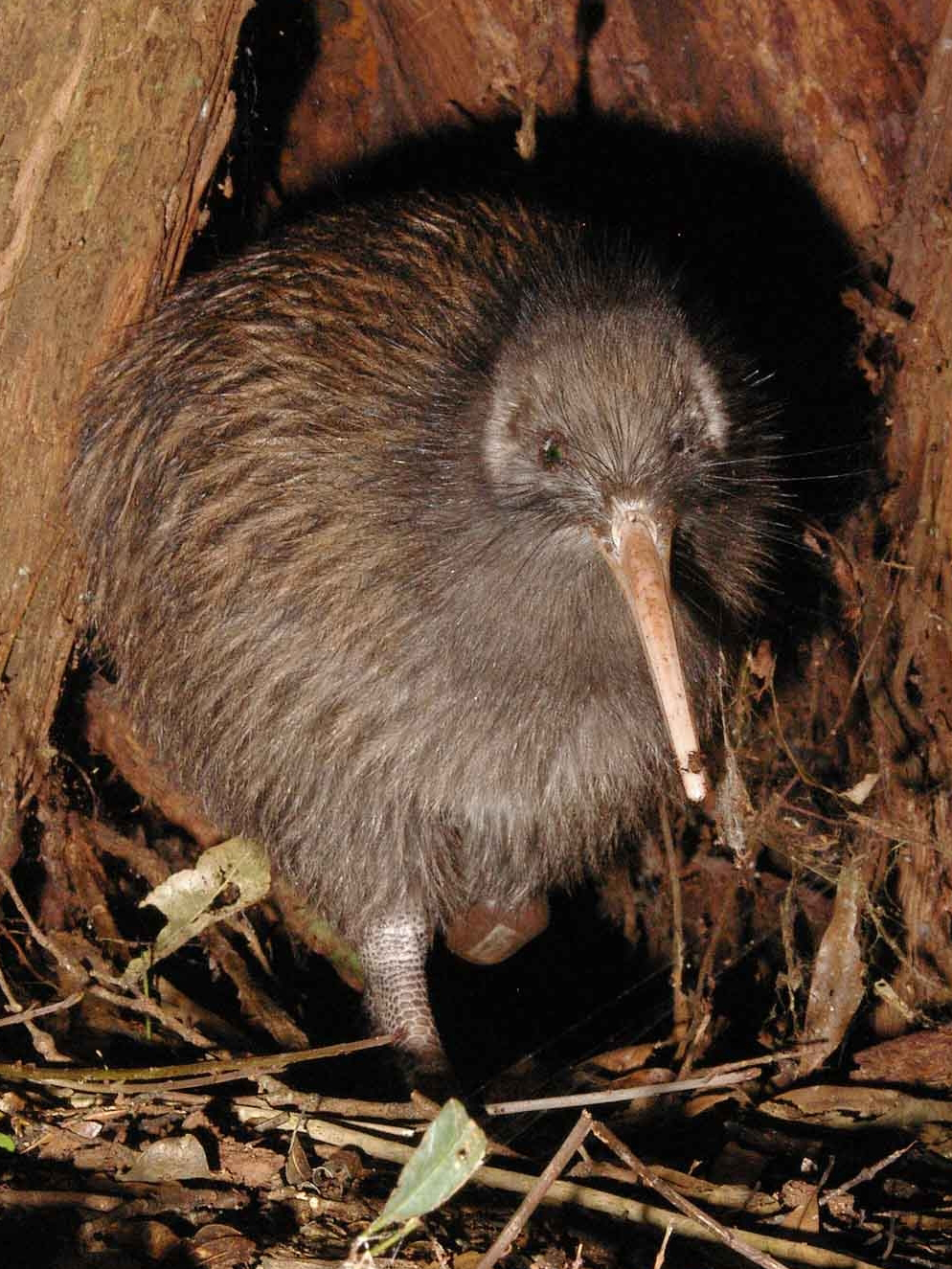